# Illerstaustufe 5 – Fluhmühle
Die Illerstaustufe 5 – Fluhmühle ist eine Staustufe der Iller zwischen Kempten und Memmingen am Flusskilometer 77,6. Sie liegt auf dem Gebiet des Marktes Altusried im Landkreis Oberallgäu.

## Geschichte
Bereits 1937/38 wurde an der Iller mit der Illerstaustufe 7 – Maria Steinbach ein Kraftwerk nach der Bauart Arno Fischer errichtet. Der Vorteil bei dieser Ausführung war die kriegswichtige Tarnung, die wenigen Dachflächen waren begrünt und das Kraftwerk selbst konnte durch das Senken der Stauklappen vollkommen überströmt werden. Die ebenfalls propagierten Kostenersparnisse stellten sich später jedoch als Fehlkalkulation heraus.
An der Iller ging nach der Bauart Arno Fischer 1938 die Stufe 7 ans Netz, 1943 die Stufe 6, 1944 die Stufe 5 und 1948 die Stufe 8.
Das Kraftwerk verfügt über eine Fischtreppe.
Betreiber ist die Bayerische Elektrizitätswerke GmbH, eine Tochtergesellschaft der Lechwerke AG.

## Technik
Die installierte Leistung der Illerstaustufe 5 beträgt 5,2 MW bei einer Fallhöhe von 7,0 m. Bei der Kraftwerksbauweise Arno Fischer bilden Wehr und Kraftwerk einen gemeinsamen Baukörper, das Stauklappenwehr verfügt über 4 aufgesetzte Klappen und einen im Wehrkörper integrierten Maschinenraum.
Das Kraftwerk hat vier parallel angeordnete Strafloturbinen und vier Maschinensätze. Jede Turbine besitzt eine Klappe im Zulaufbereich, sowie ein Schütz im Abströmbereich. Durch diese Verschlussmechanismen ist es möglich, die Turbinen einzeln für Revisionszwecke trockenzulegen und zu begehen.
Die Synchronmaschine ist als wasserdicht abgekapselter Außenkranzgenerator angeordnet, der Rotor ist fest mit dem Laufrad verbunden. Problematisch ist die Abdichtung der Rohrturbinen zu den Generatoren sowie die praktische Unrealisierbarkeit einer Laufradverstellung. Bei der Bauweise nach Arno Fischer sind deshalb starre Propellerlaufräder verbaut. Grundsätzlich ist dadurch der Wirkungsgrad im Teillastbereich eingeschränkt, jedoch kann durch eine Staffelung der in Betrieb befindlichen Maschinen der schlechte Teillastwirkungsgrad der Propellerturbinen relativ gut ausgeglichen werden.
Der Ausbaudurchfluss des Kraftwerkes beträgt 100 m³/s, das Regelarbeitsvermögen 21,2 GWh pro Jahr.

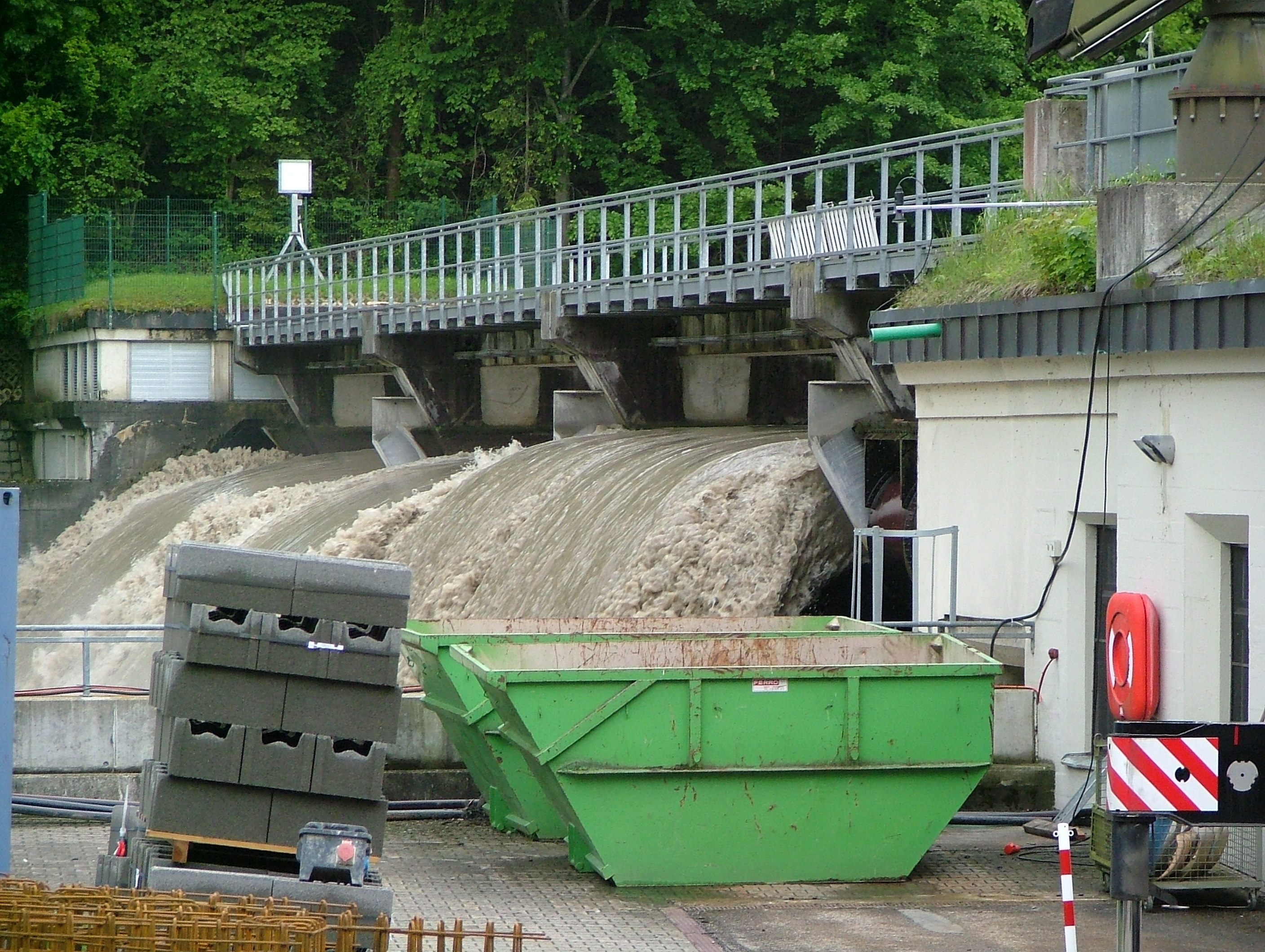
Hochwasser im Juni 2013
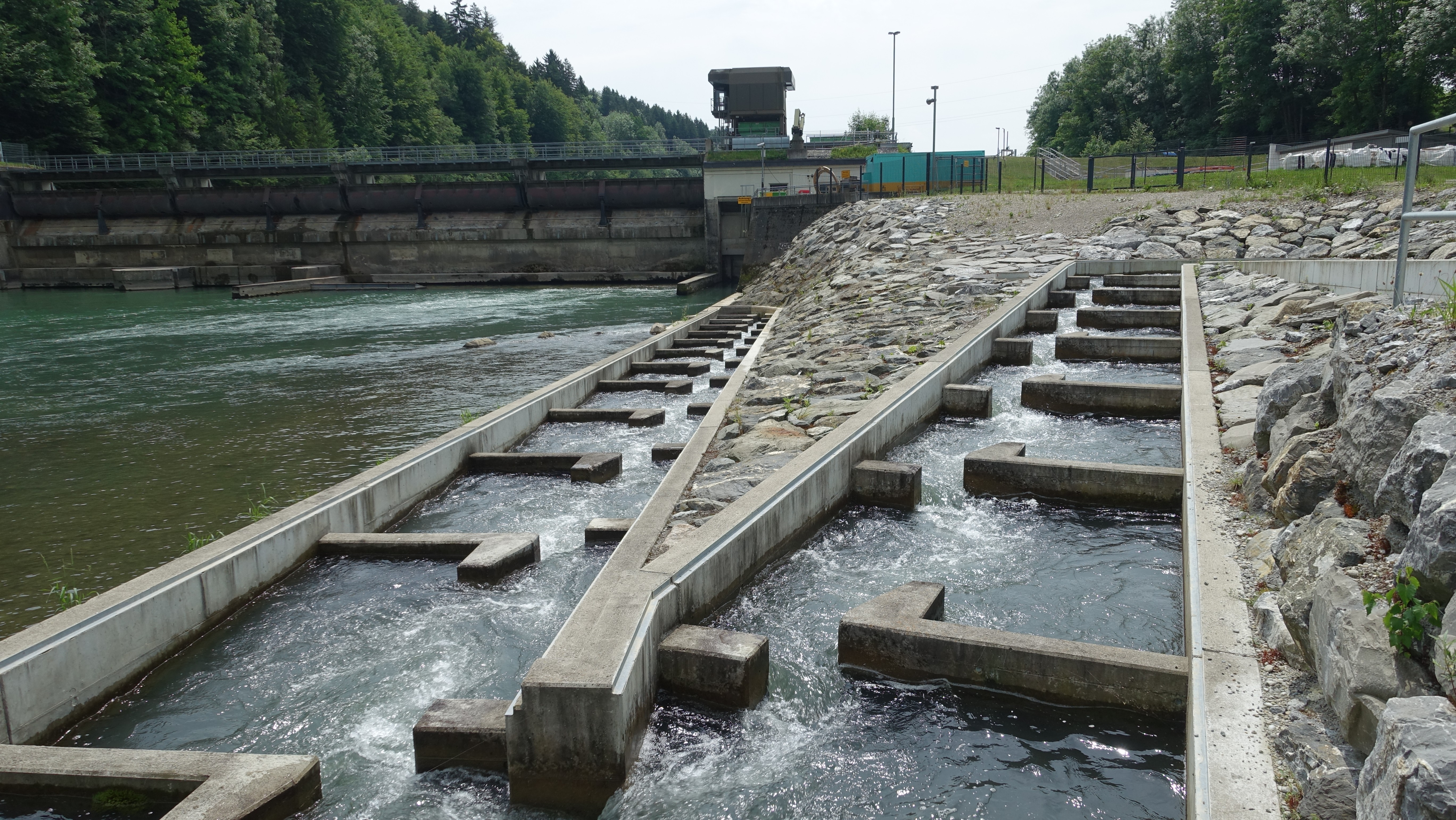
Fischtreppe
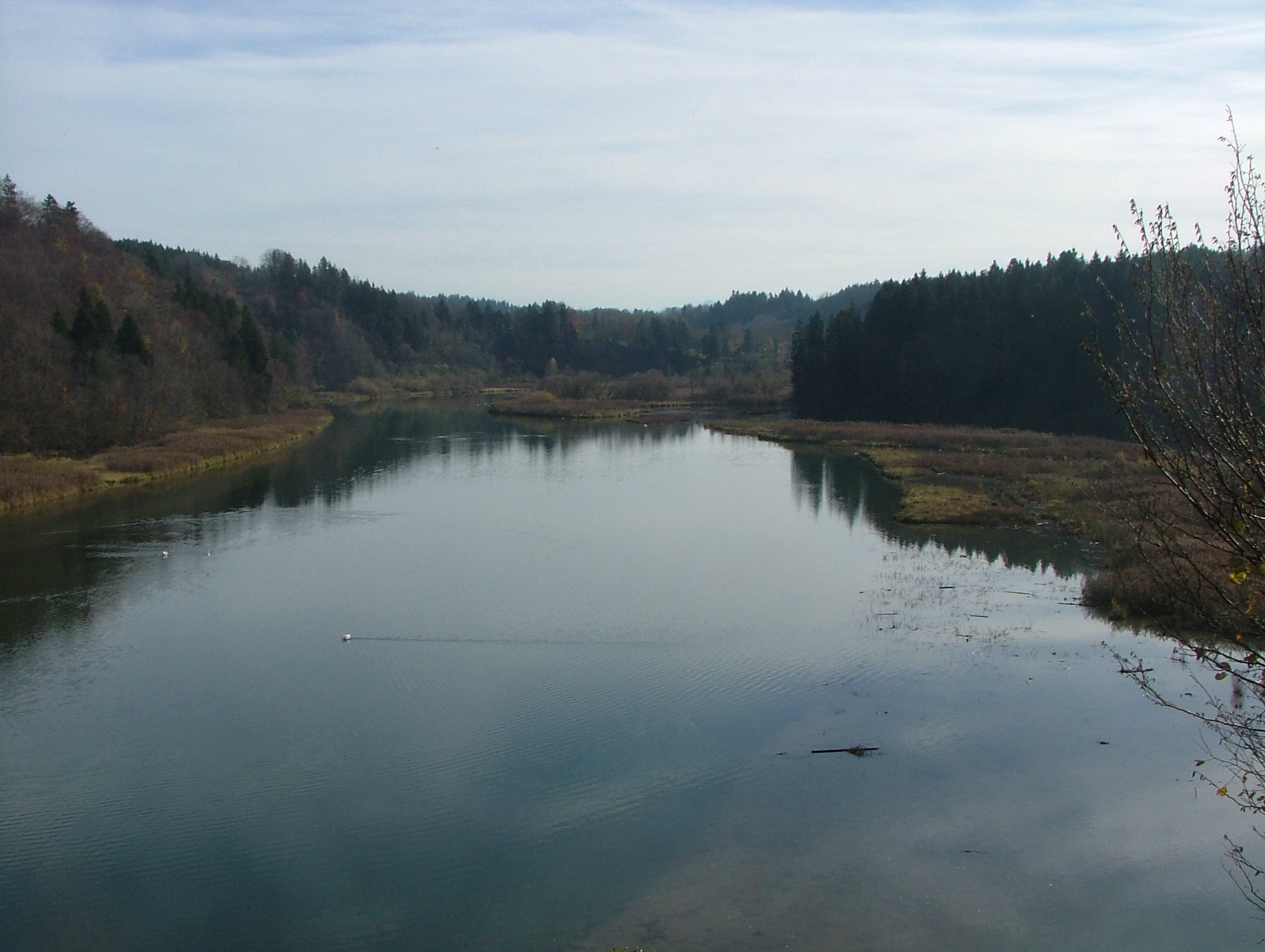
Stausee bei Wurms